# Dio Padre (Pontormo)
Il Dio Padre è un affresco perduto di Pontormo, databile al 1525-1528 circa e già conservato nella cupoletta della Cappella Capponi nella chiesa di Santa Felicita a Firenze.

## Storia
Nel 1525 Ludovico Capponi affidò a Pontormo la decorazione della cappella appena acquistata in Santa Felicita, situata in Oltrarno a poca distanza dal suo palazzo e destinata ad essere convertita in cappella funebre per sé e la sua famiglia. Nella cupoletta di architettura brunelleschiana affrescò un Dio Padre tra i quattro patriarchi, del quale ci dà nota Vasari.
Tra il 1765 e il 1767 infatti la cupola originaria venne distrutta per essere ribassata, in modo da permettere l'affaccio del principe nella chiesa, lungo il tragitto del Corridoio vasariano. Le uniche tracce iconografiche dell'affresco perduto sono alcuni disegni nel Gabinetto dei Disegni e delle Stampe degli Uffizi.

## Descrizione e stile
«Nel cielo della volta fece un Dio Padre, che ha intorno quattro patriarchi molto belli». Così Vasari descrisse gli affreschi perduti della cappella Capponi. Dai frammentari studi conservati si sono fatte varie ipotesi di ricostruzione. Una delle più accreditate è che lungo il bordo della cornice in pietra serena stessero seduti i patriarchi e sopra di essi Dio Padre in posizione più elevata e la colomba dello Spirito Santo al centro. Non è chiaro se Dio si trovasse sul lato sopra l'altare o l'ingresso; tra le due ipotesi appare più verosimile la prima, poiché più agevole alla vista dalla navata, e poiché ad esso tendeva probabilmente il corpo di Cristo nella sottostante Deposizione, da intendere come preparazione del suo posto alla destra del Padre nel giorno del Giudizio.
Inoltre nel disegno degli Uffizi l'ombreggiatura verso sinistra suggerisce la posizione con la finestra della cappella a destra.